# Anata
Az Anata svéd technikás/melodikus death metal együttes. 1993-ban alakult Varberg településen. Lemezeiket az Earache Records, Season of Mist  kiadók jelentetik meg. Négy lemezt, két demót és egy split lemezt dobtak piacra pályafutásuk alatt. Fredrik Schälin szerint a név nem jelent semmit, de az "anata" szó japánul a következőt jelenti: "te". Andreas Allenmark 2008-ban kiszállt a zenekarból.

## Tagok
- Fredrik Schälin - ének, gitár (1993-)
- Henrik Drake - basszusgitár (1996-)
- Conny Petterson - dob (2001-)

## Korábbi tagok
- Mattias Svenson - gitár (1993-1996)
- Martin Sjöstrand - basszusgitár (1993-1996)
- Robert Petterson - dob (1993-2001)
- Andreas Allenmark - gitár, vokál (1997-2008)

## Diszkográfia
- Bury Forever the Garden of Lie (demó, 1995)
- Vast Lands of My Infernal Dominion (demó, 1997)
- The Infernal Depths of Hatred (album, 1998)
- WAR Vol. II - Anata vs. Bethzaida (split lemez, 1999)
- Dreams of Death and Dismay (album, 2001)
- Under a Stone with No Inscription (album, 2004)
- The Constructor's Departure (album, 2006)